# Coccophagus poei
Coccophagus poei är en stekelart som beskrevs av Girault 1915. Coccophagus poei ingår i släktet Coccophagus och familjen växtlussteklar. Inga underarter finns listade i Catalogue of Life.